# Cattle Decapitation
Cattle Decapitation este o formație americană de death metal/grindcore/deathgrind, formată în San Diego, California, în 1996, de către Scott Miller (voce), Gabe Serbian (chitară) și Dave Astor (baterie). 
Toți membrii trupei sunt vegetarieni, fapt reflectat și în versurile cântecelor, protestand astfel față de maltratarea și consumul animalelor, precum și față de folosirea produselor de orgine animală.

## Discografie

### Albume de studio
- Homovore - (2000)
- To Serve Man - (2002)
- Humanure - (2004)
- Karma.Bloody.Karma. - (2006)
- The Harvest Floor - (2009)
- Monolith of Inhumanity - (2012)
- The Anthropocene Extinction - (2015)
- Death Atlas - (2019)
- Terrasite - (2023)

### EP și Single-uri
- Ten Torments Of The Damned (demo) - (1997)
- Human Jerky - (1999)
- ¡Decapitacion! (single) - (2000)
- The Science Of Crisis (split) - (2000)
- War Torn Presents Cattle Decapitation & Caninus (split) - (2005)

### Compilații
- Audio Terrorism Compilation - (1999)
- Requiems Of Revulsion: A Tribute To Carcass - (2001)
- Ancient Ceremonies Magazine Sampler - (2001)
- Uncorrupted Steel Compilation - (2002)
- Uncorrupted Steel II Compilation - (2003)
- Metal Blade 20th Anniversary Party - (2004)
- AMP Presents: VOL.3 METAL - (2004)
- Release The Bats: The Birthday Party As Heard Through The Meat Grinder Of Three One G - (2006)

## Componență

### Membri actuali
- Travis Ryan (voce)
- Josh Elmore (chitară)
- Troy Oftedal (chitară bas)
- David McGraw (baterie)

### Foști membri
- Scott Miller (chitară și voce)
- Gabe Serbian (chitară)
- Dave Astor (baterie)
- Michael Laughlin (baterie)
- J.R. Daniels (baterie)
- Kevin Talley (baterie)